# Construcción de tests psicológicos
En psicometría, se denomina construcción de tests o construcción de pruebas al conjunto de procedimientos de planificación, diseño, control, normalización y estandarización de pruebas o tests psicológicos. La construcción de un test psicológico puede enmarcarse en la teoría clásica o realizarse de acuerdo a la teoría de respuesta al ítem (también llamada «teoría probabilística»). Si se concibe el test como instrumento medición ajustado a criterios científicos, su construcción es un proceso complejo, que consta de varias fases o pasos en los que se aplican pruebas o procedimientos estadísticos. Las fases se realizan sucesivamente, de modo que cada una se basa en los resultados obtenidos en la fase anterior.

## Fases en la construcción de un test
Existen diversas posibilidades de definir la secuencia de tareas, pero por lo general se partirá de una teoría ya existente (por ejemplo, la teoría de la inteligencia, la teoría psicoanalítica de las pulsiones), a la luz de cuyos postulados se generan las preguntas, ítems o tareas del test. Estos ítems, con la ayuda de diversos procedimientos y pruebas estadísticas, serán estudiados estableciendo su valor discriminatorio, su confiabilidad, su validez, etc. 
Con frecuencia se realiza una agrupación hipotética (en clases) de las características que se medirán y luego a través de procedimientos estadísticos (por ejemplo el análisis factorial) se explora la intensidad o la frecuencia de presentación del un rasgo estudiado en su clase.
Sin embargo, independientemente de los métodos específicos, es posible diferenciar de manera gruesa las siguientes etapas en la construcción de un test:

### Definiciones: Análisis del rasgo a evaluar
Se trata de establecer el constructo no observable que se pretende medir con el test y los factores que podrían definirlo (por ejemplo, el constructo «personalidad» y los rasgos estructurales que la definirían; o la «inteligencia» y las funciones cognitivas que la denotan). En esta fase se trata de delimitar los alcances de lo que se quiere medir, definir operacionalmente el concepto, aislarlo de otros constructos aledaños, etc. Se supone que la calidad del análisis y delimitación clara del constructo determina en gran medida el éxito de la aplicación posterior y la consistencia interna y externa (en términos de fiabilidad y validez) del test que se construye. 

### Planificación: Elaboración de los ítems
Se trata aquí de diseñar el test, determinando su estructura general y definiendo el tipo de tareas o ítems a las que se someterá a la persona (o grupo de personas, puesto que es importante recordar que el objeto de un test no siempre es un individuo: puede ser un grupo social, una institución, un equipo de trabajo, una organización laboral) que será probada. En esta fase se formulan las posibles preguntas o instrucciones para cada una de las tareas del test. El resultado de esta fase es un prototipo de test, es decir una versión provisional de la construcción propuesta. Es deseable que esta primera versión del test conste de un número elevado de ítems sobre los que posteriormente hacer la selección final. Anstey (1976) recomienda que se elabore una base que al menos triplique el número de ítems de que constará el test definitivo.

### Análisis de ítems
En esta etapa se establecen los criterios de adecuación de los ítems, los que más tarde serán nuevamente controlados en la fase de validación. Principalmente se trata aquí de explorar el grado de dificultad de las tareas o ítems que van a conformar el test y de determinar la capacidad que estos muestran para discriminar la variable que se estudia. Existen dos tipos de análisis posibles:
- Análisis subjetivo: Realizado por un conjunto de expertos en la materia que el test va a evaluar, se trata de un proceso de eliminación de todos aquellos ítems que sean juzgados inconvenientes con base a una serie de criterios aparentes. Así, se descartarán mediante este proceso aquellos ítems que reflejen ambigüedad, constituyan una repetición innecesaria, guarden poca relación con el constructo a evaluar o una tengan una complejidad sintáctica excesiva.
- Análisis objetivo: Se realiza a partir del análisis estadístico de los ítems. Los criterios de selección varían en función de los supuestos del modelo a utilizar en su construcción. Si la prueba se construye con base en la Teoría clásica de los tests, los criterios de selección a tener en cuenta serán los índices de homogeneidad, validez y dificultad del ítem; su poder discriminativo; y el coeficiente de fiabilidad del test. Si por el contrario, la prueba se construye bajo los supuestos de la Teoría de respuesta al ítem, los criterios de selección, según Hambleton y Swaminathan (1985) serán la dificultad y discriminación del ítem, la bondad de ajuste del ítem al modelo, y el grado deseado de la función de información del test.

### Determinación de la fiabilidad
El coeficiente de confiabilidad (o fiabilidad) deberá establecer si la característica estudiada se puede medir con el test de manera estable. Un test es confiable si mide siempre de igual manera (o de manera estable) la característica o constructo no observable que pretende medir. Dicho de otro modo, el test- restest debe arrojar resultados iguales o su diferencia debe ser lo suficientemente mínima como para desestimarse. 

### Determinación y control de la validez
Se trata de establecer y controlar si el test mide realmente aquella característica que pretende medir. La prueba de esto se consigue aplicando el test a una muestra, de donde se obtendrán los datos normalizados (la distribución de las medidas en la muestra). Esta muestra, para que el test se considere normalizado, tendrá que ser seleccionada desde el universo donde luego se pretende aplicar el test.

### Tipificación de los resultados
Este proceso facilita la interpretación correcta de los datos obtenidos a partir del test. Consiste en tipificar los datos, es decir, realizar una transformación de las puntuaciones directas (también llamadas "empíricas" u "observadas") para posibilitar su comparación con las puntuaciones de su población de origen.

### Normas de aplicación
En esta fase final, se debe redactar una serie de instrucciones que posibiliten una correcta administración del test. Deben especificarse claramente las instrucciones que se va a proporcionar a los sujetos que vayan a participar en la prueba, poniendo especial énfasis en que sean lo más homogéneas posibles, de manera que se asegure que todos los participantes en la prueba recibirán exactamente las mismas instrucciones. De esta forma se reduce en gran medida la presencia de sesgos que podrían afectar al resultado final.